# Abtei Le Bec
Die Abtei Le Bec, auch Notre Dame du Bec-Hellouin, deutsch auch Kloster Bec, im heutigen Le Bec-Hellouin (Département Eure, Frankreich) war bis zur Zerstörung in der Französischen Revolution (1789–1799) eine Benediktinerabtei in der Normandie (Diözese Évreux). Seit 1948 ist sie wieder intakte Abtei der Olivetaner, eines Zweigordens der Benediktiner.

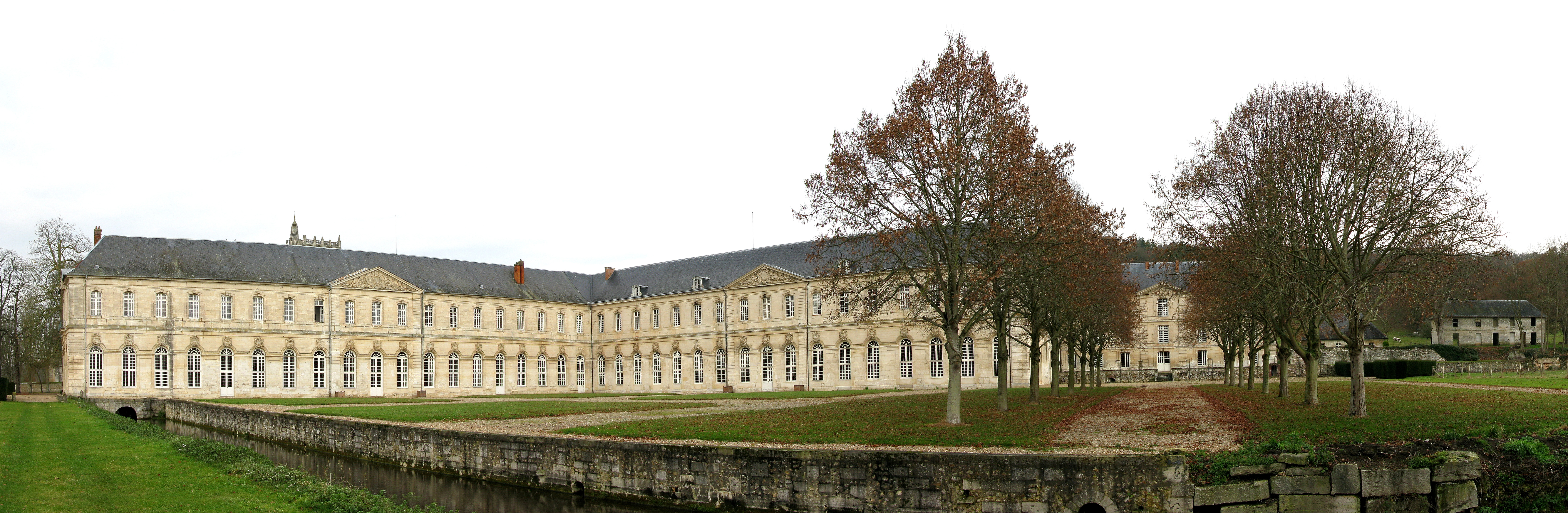
Südseite der Abtei, Abteikirche und Mönchszellen aus Richtung Le Bec-Hellouin gesehen.

## Geschichte

### Gründung

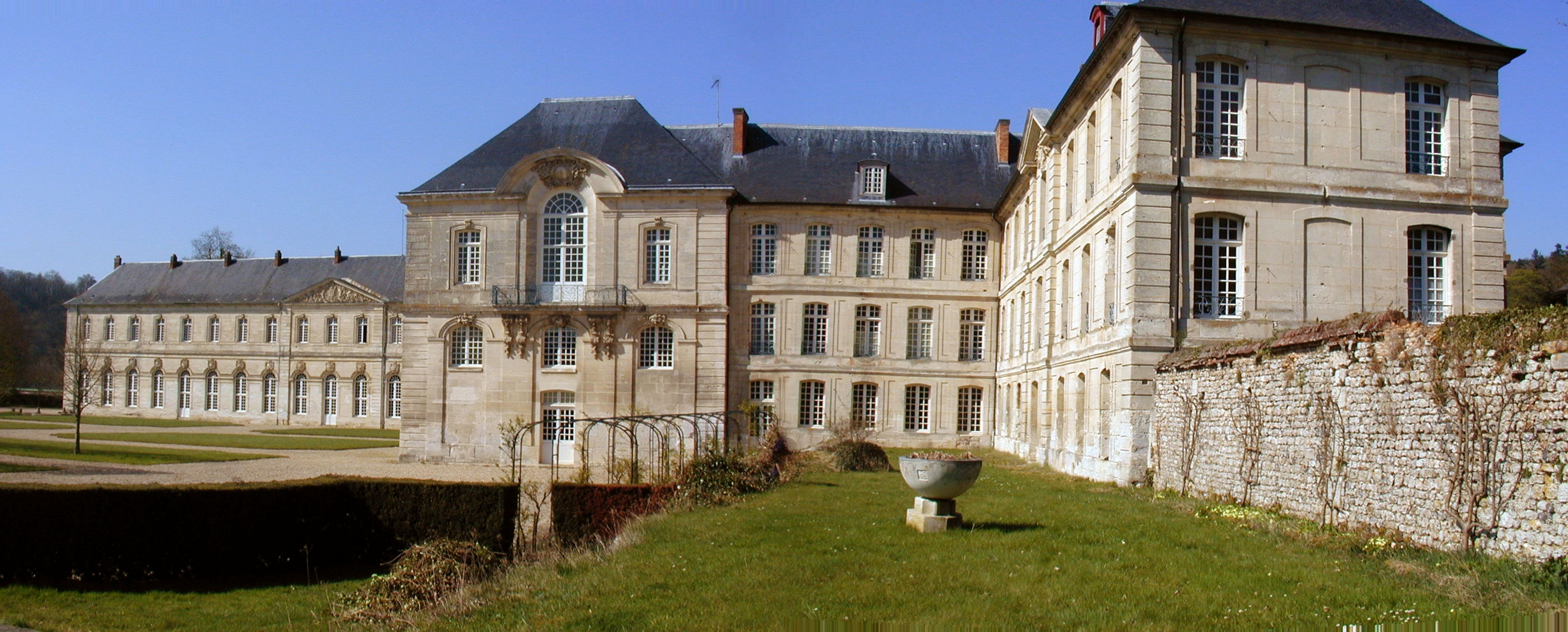
Südseite

Das Kloster wurde 1034 von Herluin von Brionne (* um 995; † 1078) bei Bonneville  gegründet. Der Bischof von Lisieux erteilte Herluin 1035 die Tonsur, verlieh ihm den Titel eines Abts im Sinne der Regula Benedicti (benediktinischen Mönchsregel) und weihte eine kleine Kapelle in Bonneville. Die Kapelle ist nicht erhalten. 1039 wurde das Kloster aus Wassermangel am alten Standort in das Tal beim Zusammenfluss von Risle und Bec in Pont-Authou verlegt. 1041 wurde vom Erzbischof Mauger von Rouen eine neue Kirche geweiht. Fast 20 Jahre lang blieb das Kloster an diesem sumpfigen Ort. Um 1060 zog das Kloster wegen Überschwemmungen am alten Standort nach Le Bec-Hellouin um. 1077 weihte Lanfrank von Bec (* um 1010; † 1089) dort die neue Abteikirche.
Le Bec-Hellouin heißt so viel wie „der Bach des Herluin“. Bec hat als normannisches Wort dieselbe indoeuropäische Wurzel wie das neuhochdeutsche Bach (s. dort).

### Klosterschule

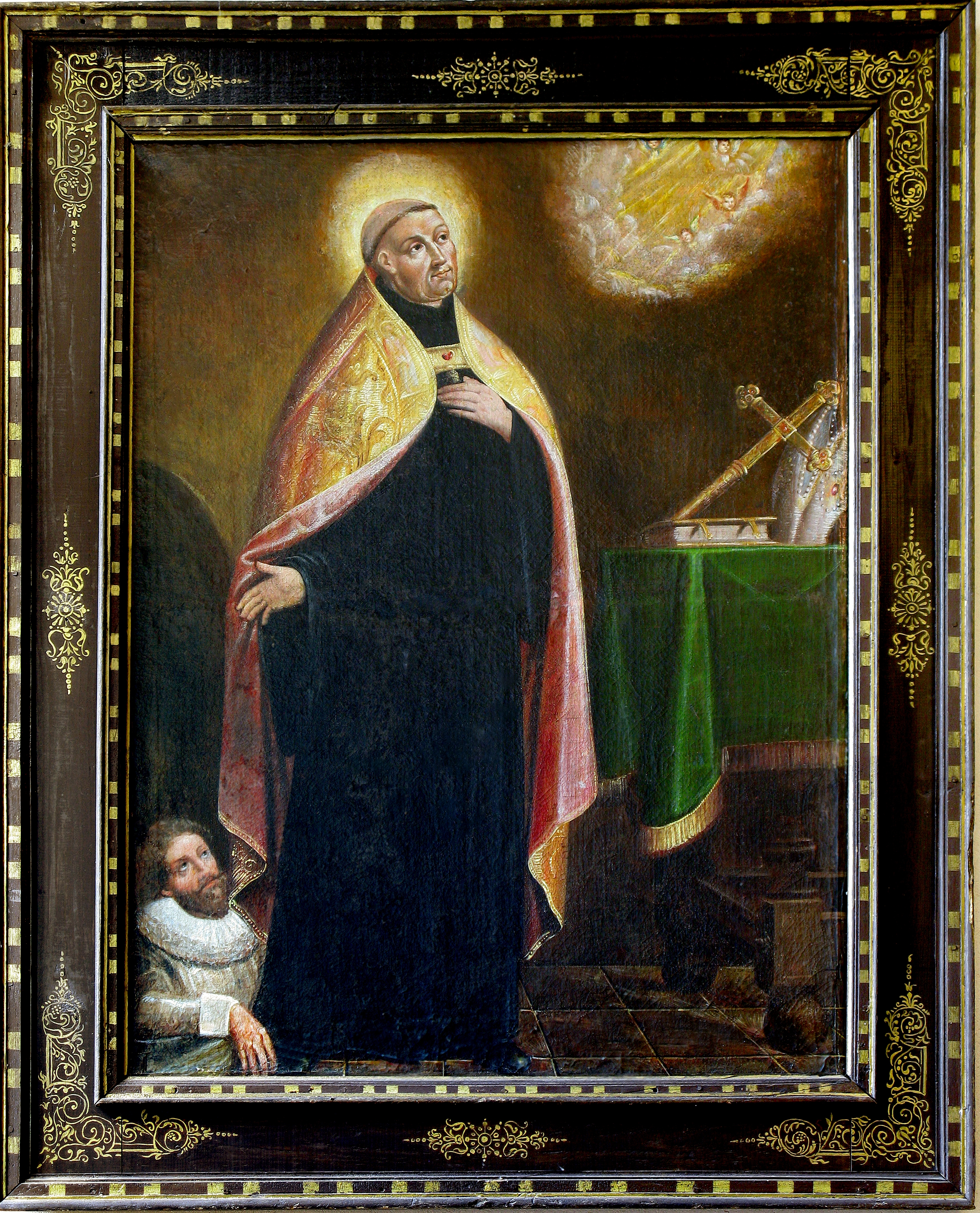
Lanfrank von Bec auf einem Gemälde aus dem 18. Jahrhundert

Lanfrank von Bec wurde 1042 Mönch in der Abtei und 1045 Prior. Er begründete die weithin bekannte Schule der Abtei, die ab 1063 von seinem Schüler und zweiten Abt von Bec Anselm von Canterbury (* um 1033; † 1109) geleitet wurde. Zahlreiche Bischöfe und Äbte (unter anderem Theobald von Bec (* um 1090; † 1161) und Gilbertus Crispinus (* um 1046; † 1117)) stammten aus diesem Kloster, das von englischen und französischen Königen reich ausgestattet wurde. Andere bekannte Theologen (zum Beispiel Ivo von Chartres (* um 1040; † 1115) und Papst Alexander II. (* 1010 oder 1015; † 1073)) studierten an der Klosterschule, an der die Sieben Freien Künste unterrichtet wurden.
In den Grammatik- und Rhetorik-Unterricht (Trivium) hatte Lanfrank die Auslegung der Heiligen Schrift, insbesondere der Psalmen und der Paulusbriefe, einbezogen und damit die Einführung grammatischer und rhetorischer Fragestellungen und Methoden in die biblische Exegese begründet.
Nach der Schlacht bei Hastings im Jahr 1066 brauchte Wilhelm der Eroberer (* um 1027; † 1087) vertrauenswürdige Männer, um seinen Herrschaftsanspruch in England zu festigen. Wilhelm der Eroberer setzte 1070 Lanfrank von Bec als Erzbischof von Canterbury ein und schenkte der Abtei Le Bec Ländereien in England und der Normandie.

### 12. bis 18. Jahrhundert

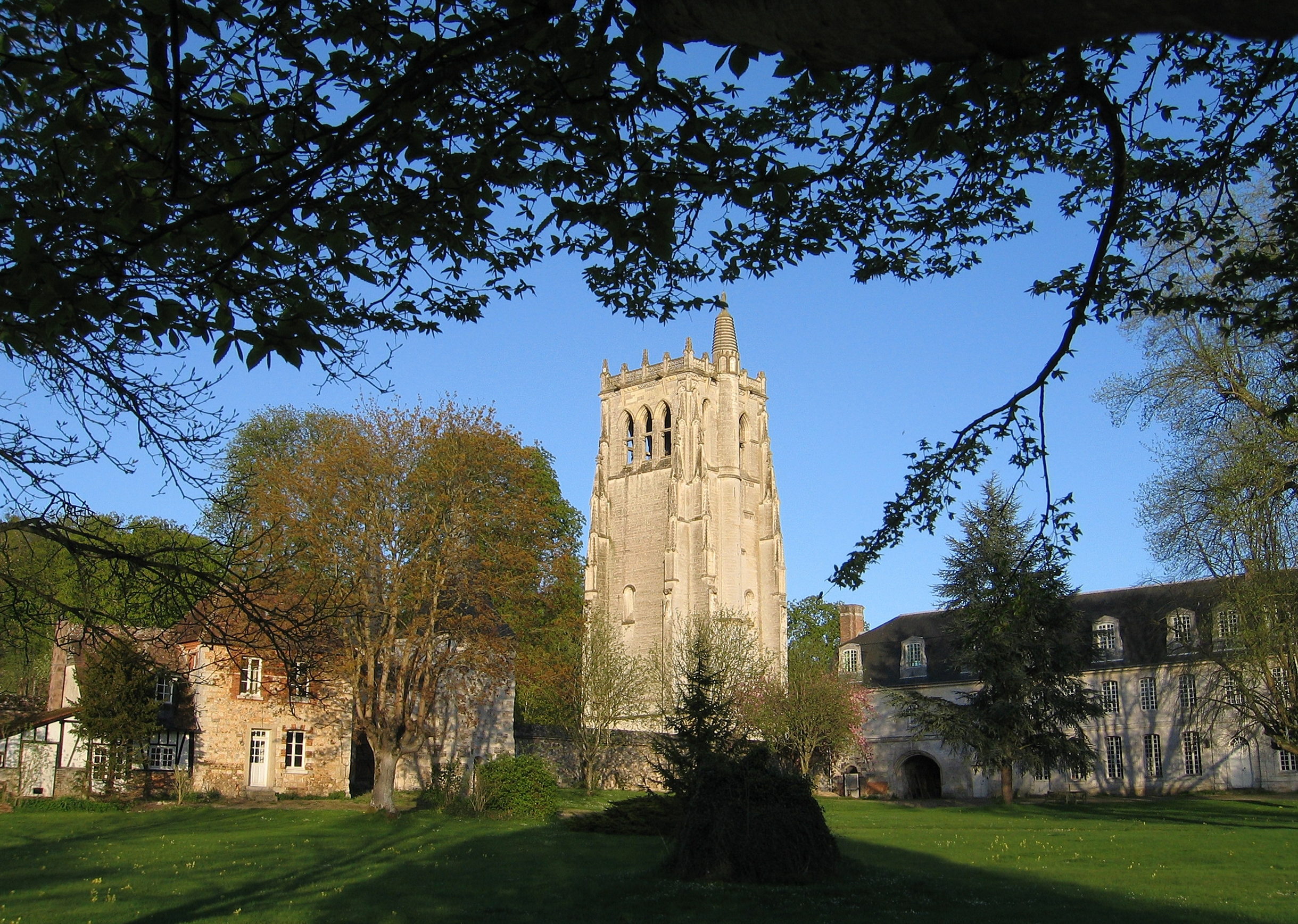
Turm Saint-Nicolas, links des Turms die alte Töpferei, rechts die Mönchszellen

Im Laufe der Zeit hatte die Abtei Besitztümer in 165 Ortschaften und ihr unterstanden 22 Prioreien. 1167 wurde Kaiserin Mathilde von England in der Abteikirche beigesetzt, 1263 wurden Dorfkirche und Abtei durch einen Brand verwüstet. Im Verlaufe des Hundertjährigen Kriegs wurde die Abtei 1417 von englischen Truppen geplündert. In den Hugenottenkriegen wurde sie 1563 durch protestantische Truppen eingenommen.
In späterer Zeit konnte das Kloster nicht mehr an Bekanntheit, Einfluss und religiöse Erneuerung der ersten beiden Jahrhunderte seines Bestehens anknüpfen.
Die ursprünglichen Gebäude sind heute nicht mehr erhalten, sie wurden im 17. und 18. Jahrhundert durch neue Bauten ersetzt. Der Kreuzgang aus dem 17. Jahrhundert ist einer der ersten in Frankreich, der im klassischen Stil erbaut wurde. Er wurde auf dem ursprünglichen zerstörten Kreuzgang errichtet und enthält noch ein reich verziertes gotisches Tor.
Der quadratische Glockenturm Saint-Nicolas dominiert die Gebäude. Er wurde im 15. Jahrhundert im anglonormannischen Stil erbaut, zerstört, und im 17. Jahrhundert von Guillaume de la Tremblaye (1644–1715), einem Architekten und Mönch, wiedererbaut. Die zehn Glocken, die der Turm beherbergte, wurden während der Französischen Revolution demontiert. 201 Stufen führen auf den Turm, von dem man einen guten Ausblick über das Tal hat.

### Neuanfang

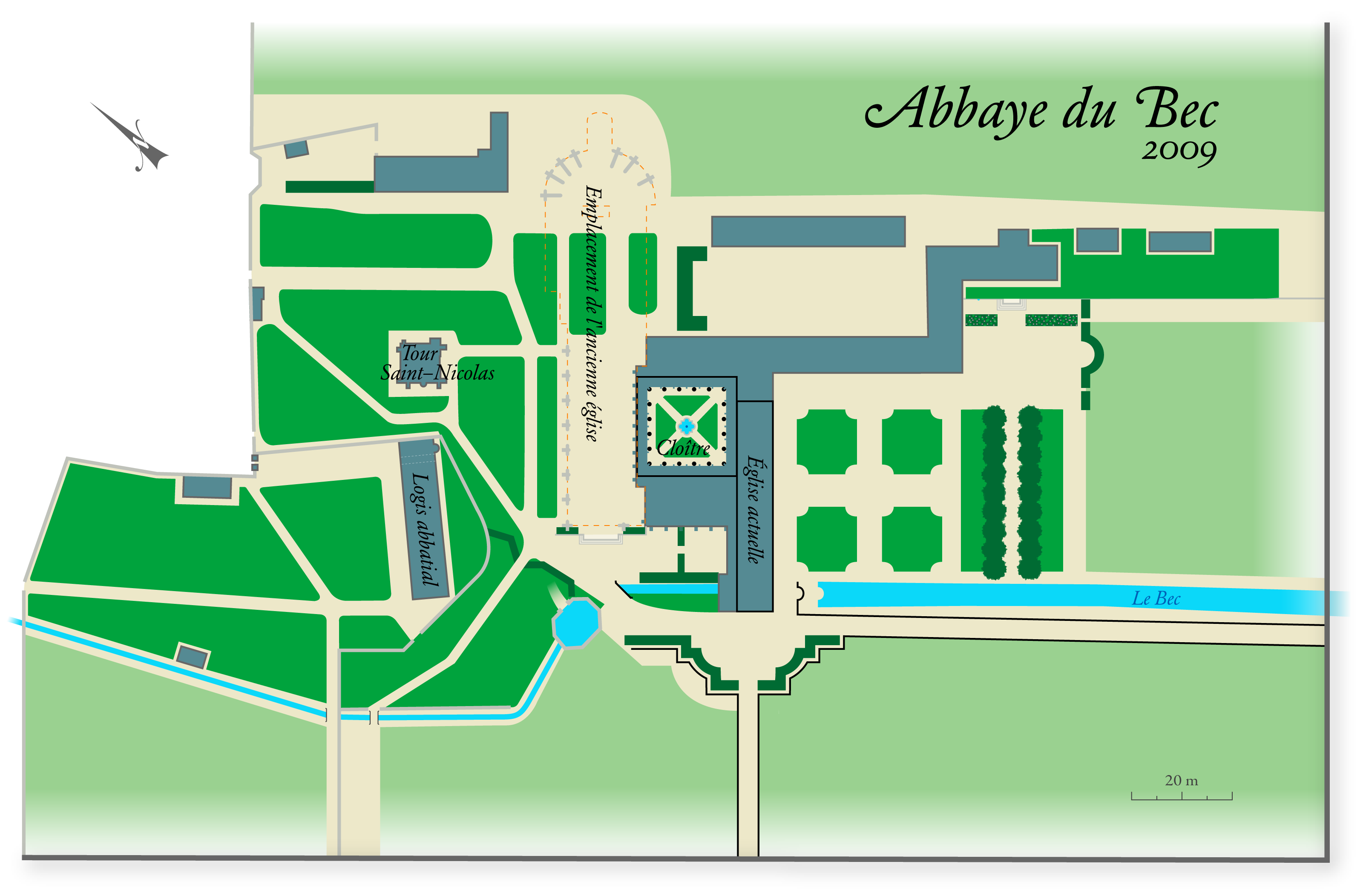
Plan der Abtei aus dem Jahr 2009

Im ganzen 19. Jahrhundert bis zum Zweiten Weltkrieg (1939–1945) wurde die Abtei vom Militär als Pferdestall genutzt, wobei große Schäden an den Gebäuden entstanden. Die Mauern der Abteikirche wurden ab 1810 abgetragen und anderweitig als Baumaterial genutzt. Erst 1948 gelang es den (einst von Emmanuel André versammelten) Olivetanermönchen (unter Abt Paul Grammont), mit staatlicher Hilfe durch das Centre des monuments nationaux die Abtei zu restaurieren und ihr wieder benediktinisches Leben einzuhauchen. Sie legten um die Gebäude einen englischen Landschaftsgarten an und stellen heute Objekte aus Keramik her, die sie vor Ort verkaufen.